# Slobidka, Mena
Slobidka (în ucraineană Слобідка) este o comună în raionul Mena, regiunea Cernihiv, Ucraina, formată numai din satul de reședință.

## Demografie
Componența lingvistică a comunei Slobidka
     Ucraineană (99,2%)
     Alte limbi (0,8%)
Conform recensământului din 2001, majoritatea populației comunei Slobidka era vorbitoare de ucraineană (99,2%), existând în minoritate și vorbitori de alte limbi.